# بيت أبو بكر (الوضيع)

تعديل مصدري - تعديل

بيت أبو بكر هي إحدى قرى عزلة  الوضيع بمديرية الوضيع التابعة لمحافظة أبين، بلغ تعداد سكانها 20 نسمة حسب تعداد اليمن لعام 2004.